# Friedrich Anton von Heynitz
Friedrich Anton von Heynitz, aussi Heinitz (né le 14 mai 1725 à Dröschkau - décédé le 15 mai 1802 à Berlin) était un homme politique prussien.
Friedrich Anton von Heynitz est l'un des fondateurs de l'Académie des Mines de Freiberg où Heinrich Friedrich Karl vom Stein fera ses études et l'un des principaux serviteurs de l'État prussien au XVIIIe siècle. Il est connu pour être le réformateur de l’exploitation minière du Brunswick et de la Prusse.

## Biographie
Von Heynitz était issu de la vieille noblesse de Misnie, celle des seigneurs de Dröschkau. Son père Georg-Ernst von Heynitz (1692–1751) était conseiller de l’Électeur de Saxe et Inspecteur de l'Institut agricole de Meissen. Sa mère Sophie-Dorothée, née von Hardenberg, est une grand-tante du poète Novalis. Son frère Carl Wilhelm Benno von Heynitz (de) était ingénieur en chef des Mines et directeur de l’École des Mines de Freiberg.
Formé à l’École régionale de Pforta, il étudia les sciences naturelles et la sylviculture à Dresde, puis la métallurgie et le génie minier à Freiberg et Kösen. En 1747, il fut appelé à l'administration des mines du Brunswick, dont il devint l'un des directeurs adjoints en 1762. Il était chargé de la gestion des gisements du Bas-Hartz, dont il mécanisa l'exploitation.
En 1764, il accepta l'offre du Prince Xavier de Saxe et prit les fonctions d'inspecteur général des Mines de Saxe. Une étape essentielle dans les réformes qu'il institua fut la création, avec Friedrich-Wilhelm von Oppel, de l'Ecole des Mines de Freiberg, en 1765. Une redistribution des compétences de la direction des salines de l’Électorat, qu'il avait fondée en 1772, le poussa à démissionner le 4 octobre 1774.
En 1777, Heynitz s'établit en Prusse, où Frédéric II le nomma, le 9 septembre, inspecteur général des Mines auprès du Ministère des États et de la Guerre. Heynitz y jouissait de larges prérogatives, favorables au déploiement de ses projets. Outre les départements des Mines et de la Métallurgie, Heynitz dirigeait temporairement certaines autres administrations, comme celui des Mines de sel, entre 1786 et 1796. L'une de ses premières réformes en Prusse affecta en 1778 l'École des mines de Berlin, créée par le roi en 1770. Heynitz fit en outre venir son neveu Friedrich Wilhelm von Reden à Berlin pour lui confier en 1779 la direction des mines et des forges de Silésie. 
Tout d'abord, von Heynitz parcourut le pays afin de se faire une idée de l'état des mines et forges de Prusse, dont il diligenta un recensement, confié en 1792 au jeune ingénieur stagiaire Alexander von Humboldt. Von Heynitz institua les premières caisses mutuelles des mines et favorisa les associations de mineurs. Avec une subvention de la Couronne, il fit installer les premières machines de Watt en 1783. Par la construction de chaussée pavées, le creusement de canaux (canalisation de la Klodnitzk) et la pose des premières voies de chemin de fer (à Rauendahl dans la Ruhr), il améliora la desserte des mines, forges et manufactures. Il dirigea enfin la Manufacture royale de porcelaine de Berlin, rachetée en 1763 par le roi Frédéric.
Heynitz a été marié à Eleonore Magdalene Juliane von Rheden (1735-1769) et ensuite à Juliane von Wreden (1729-1811). Aucun héritier masculin n'est issu de ces deux mariages.